# 川口警察署
川口警察署（かわぐちけいさつしょ）は、埼玉県川口市にある、埼玉県警察が管轄する警察署。大規模警察署で、署長は警視正。管轄地域は川口市西部。

## 所在地
- 埼玉県川口市西青木3丁目2番4号

## 沿革
- 1954年（昭和29年）7月1日 - 新警察法施行により埼玉県警察が発足。川口市警察署から埼玉県川口警察署となる。
- 1978年（昭和53年） - 武南警察署開設に伴い、川口市東部地区と鳩ヶ谷市が管轄地域から分離。
- 1989年（平成元年） - 現庁舎完成。業務開始。

## 組織
- 署長
- 副署長
- 警務課
- 生活安全課
- 地域課
- 刑事課
- 交通課
- 警備課

## 管内の交番
- 並木交番（並木3丁目2番19号）

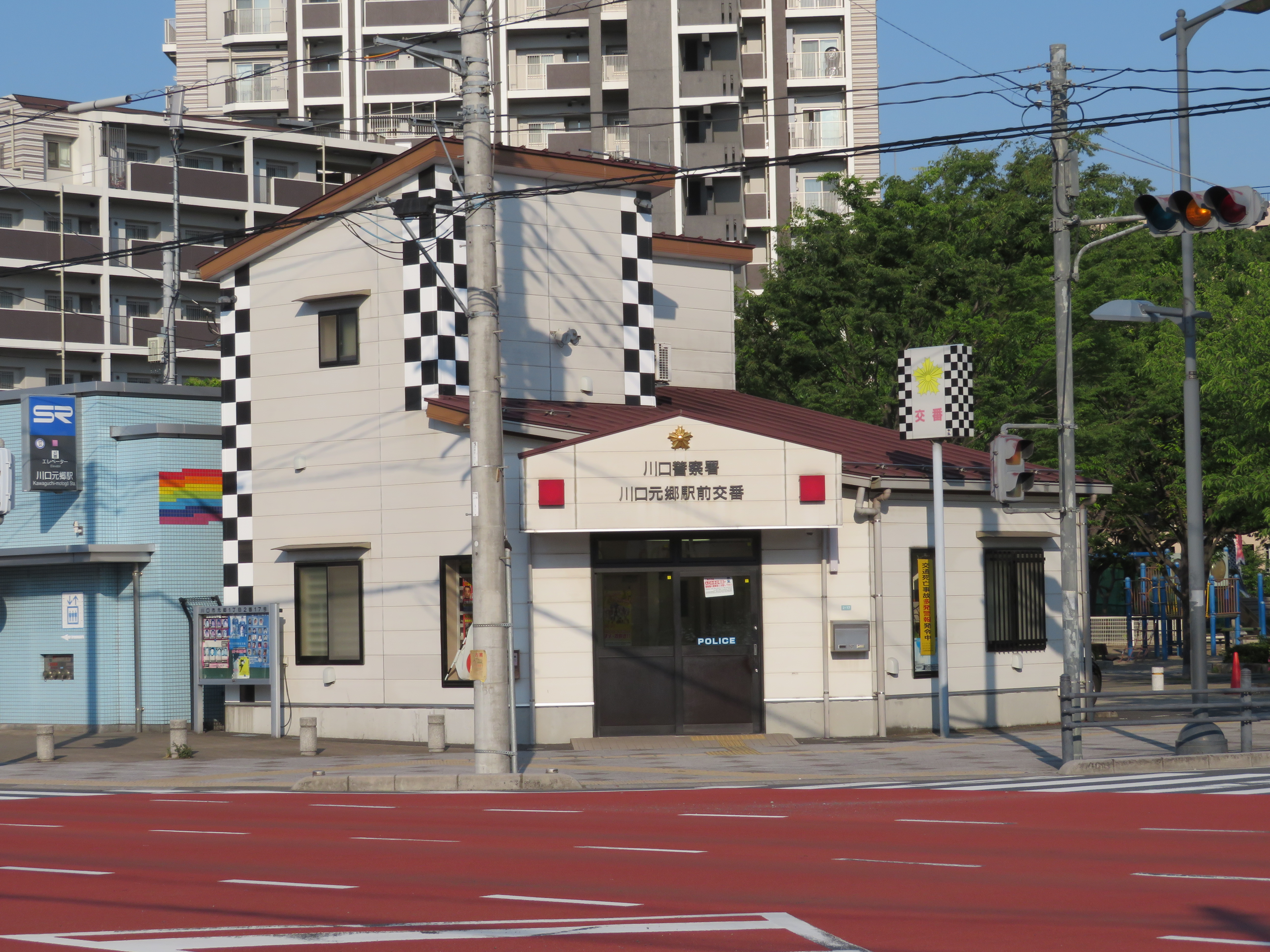
西川口駅前交番（西川口1丁目1番2号）
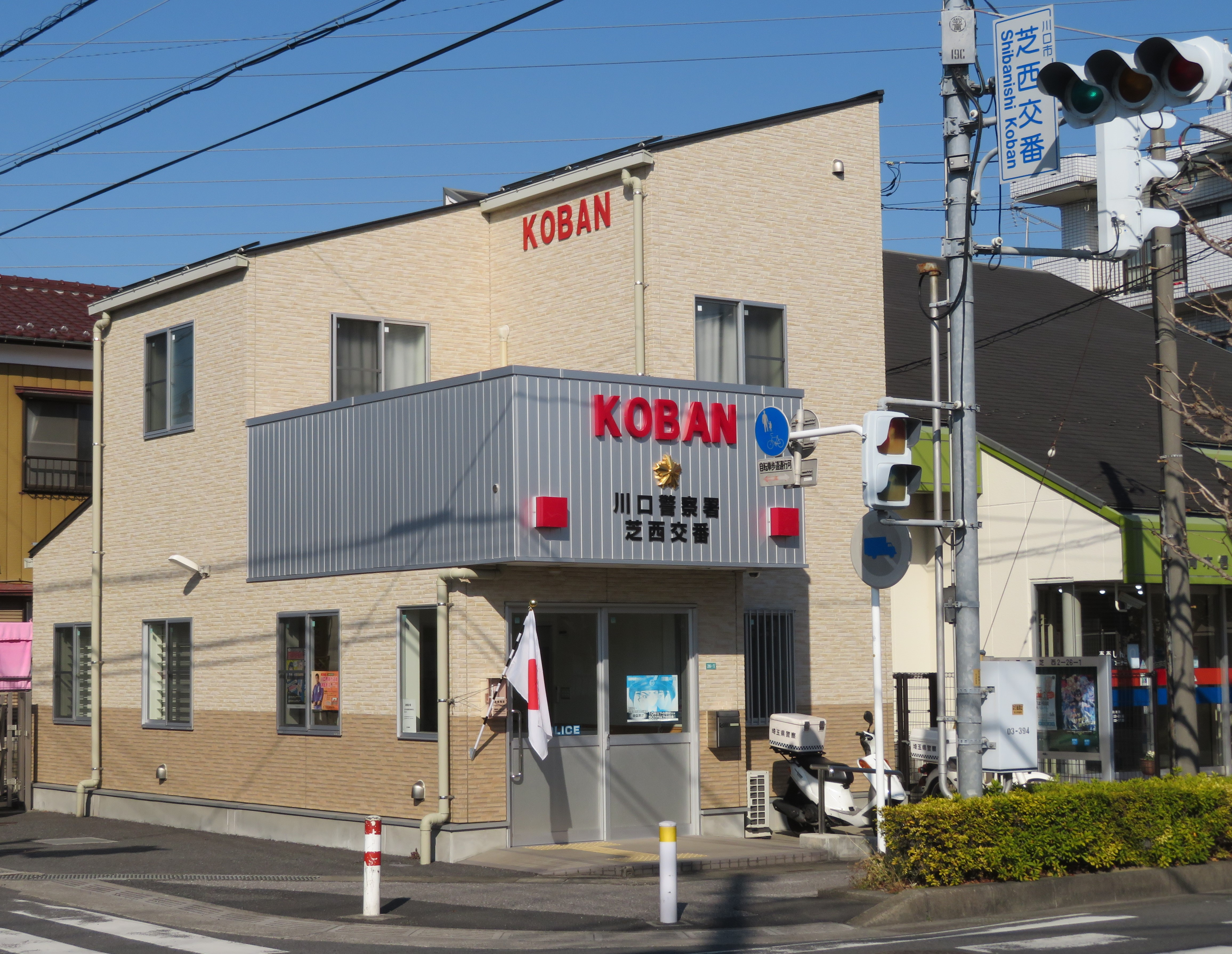
川口駅前交番（川口1丁目1番1号）
- 川口元郷駅前交番（元郷1丁目2番17号）
- 芝中田町交番（芝中田1丁目31番4号）
- 芝西交番（芝西2丁目26番1号）
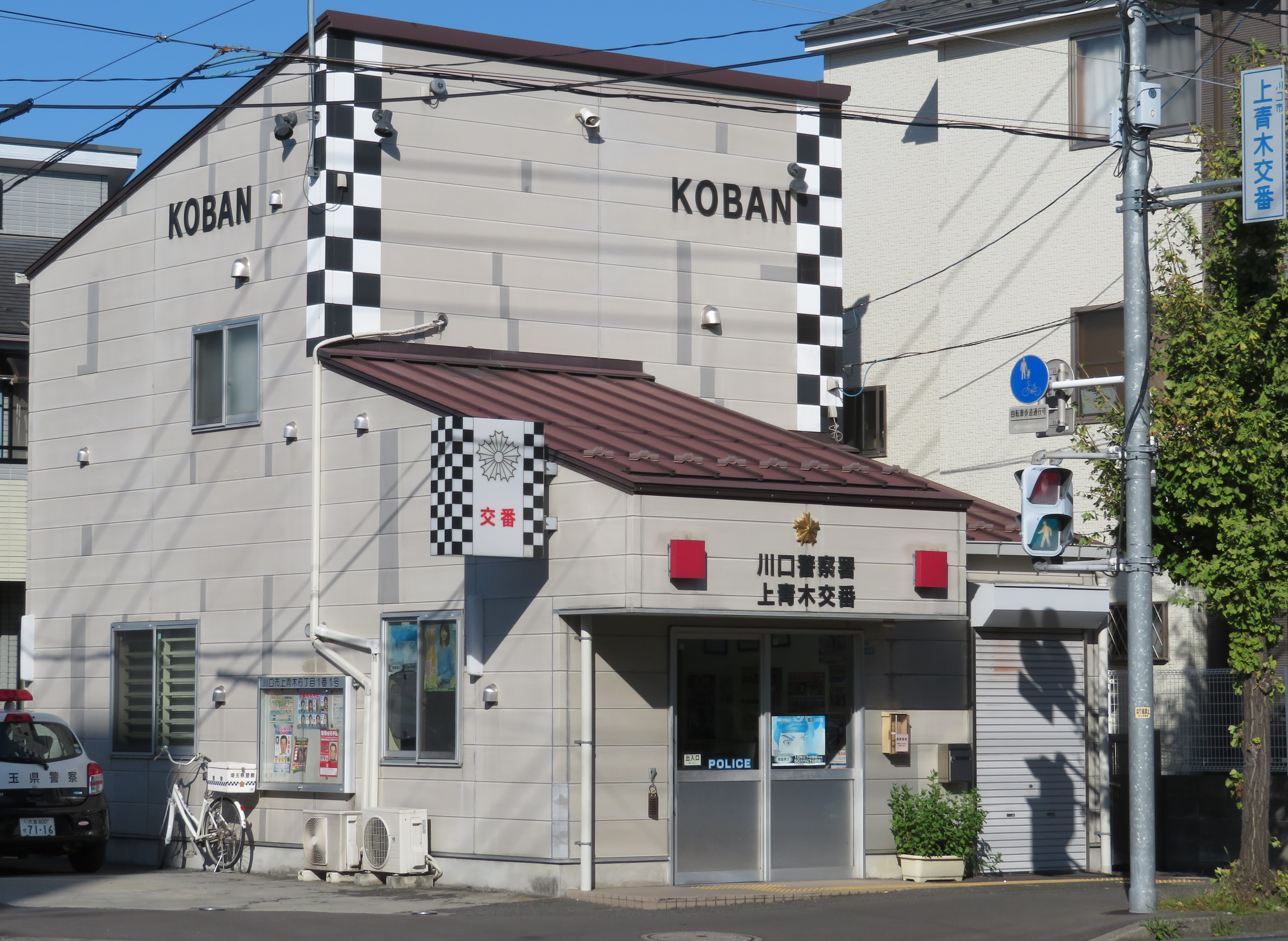
上青木交番（上青木6丁目1番1号）
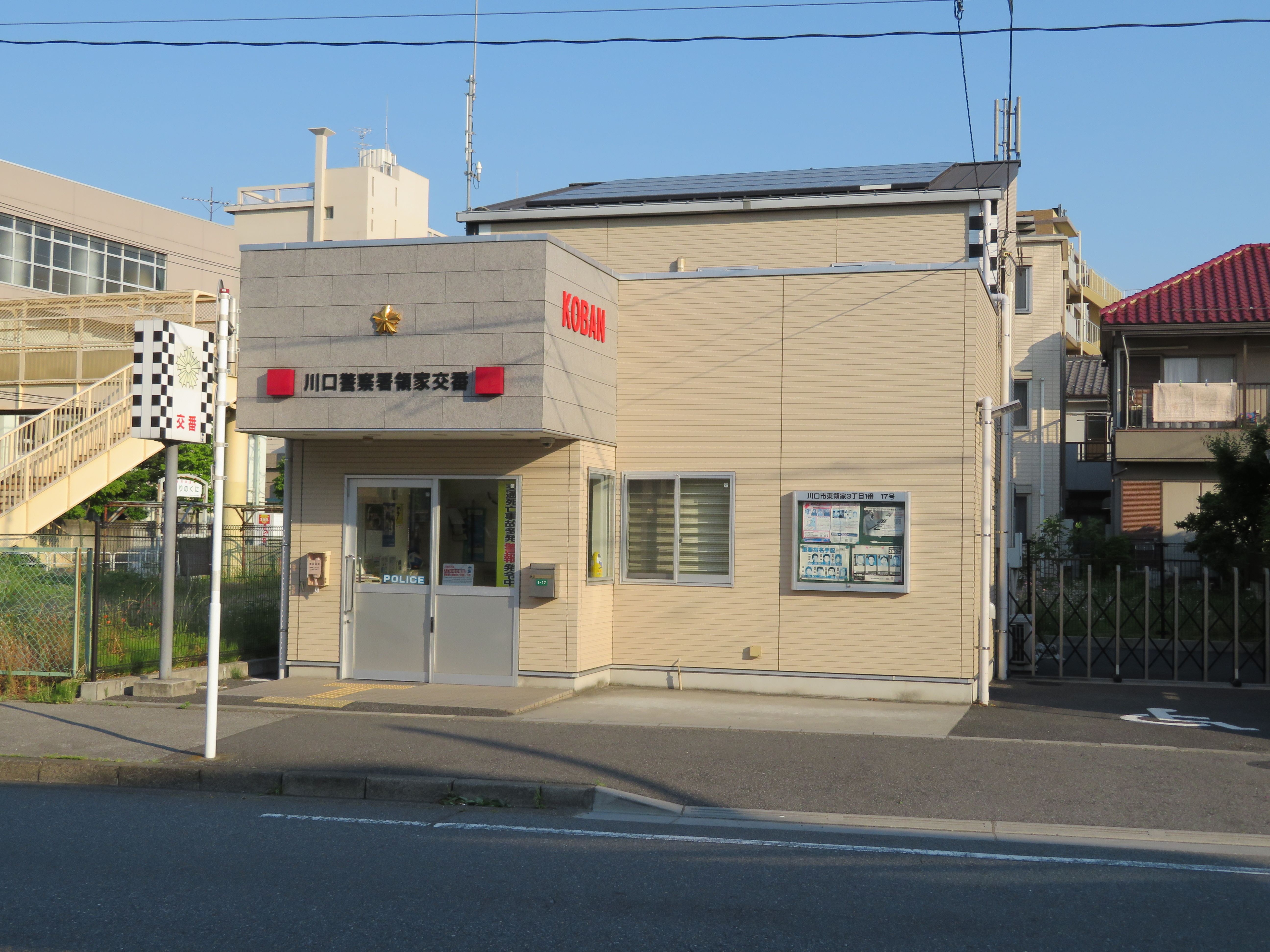
領家交番（東領家3丁目1番17号）
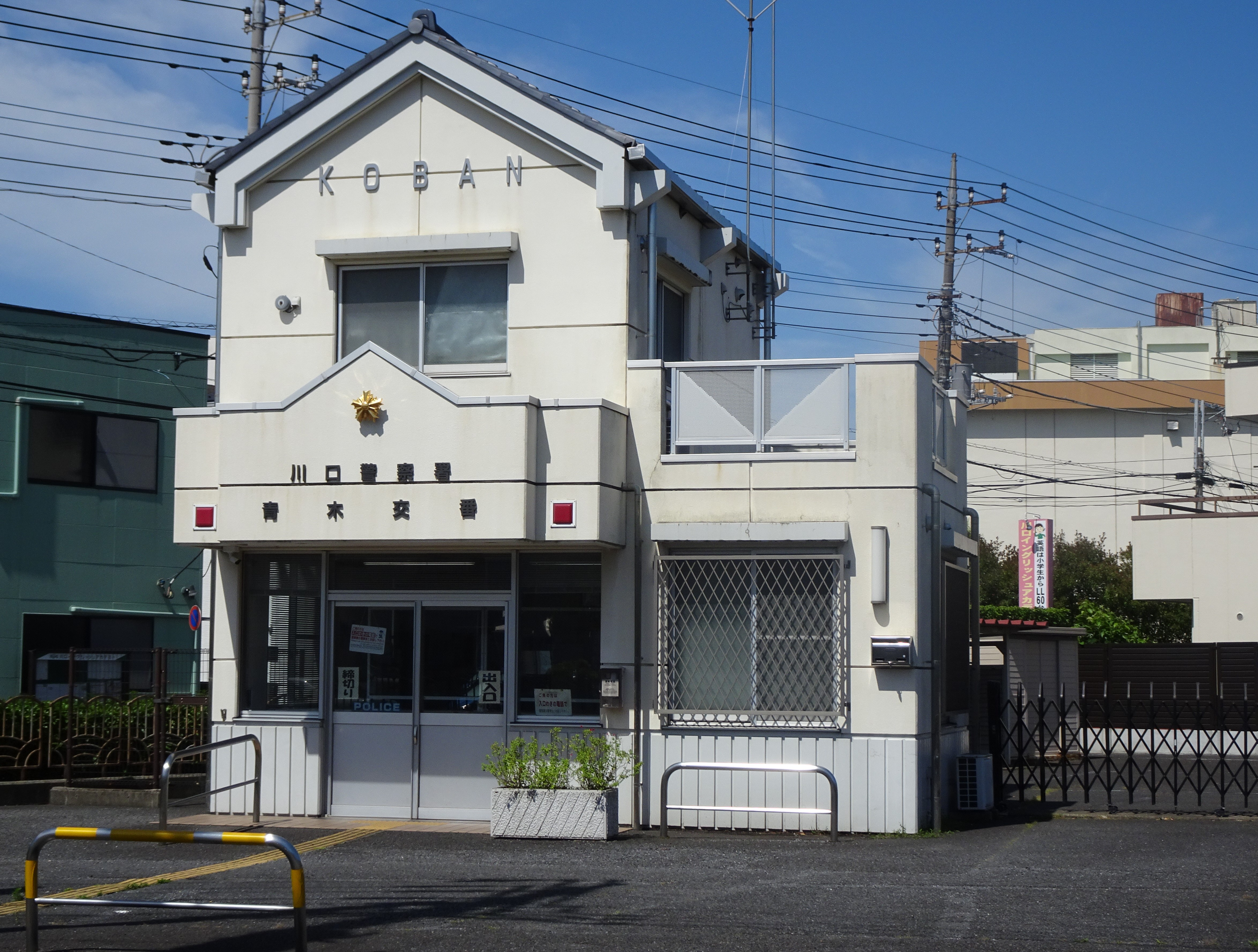
柳崎交番（柳崎1丁目31番18号）
- 青木交番（青木5丁目18番45号）

- 川口元郷駅前交番
- 芝西交番
- 上青木交番
- 領家交番
- 青木交番

## かつて設置されていた交番
- 川口駅東口交番 - 川口駅前交番に改称
- 川口駅西口交番（川口3丁目1-3） - 川口駅前交番と統合し川口駅前交番西口派遣所に変更
- 川口中央地区交番（本町3丁目5-9） - 川口駅前交番と統合し川口駅前交番川口中央地区派遣所に変更
- 芝園交番（芝園町3-6） - 芝西交番と統合し、芝西交番芝園派遣所に変更
- 芝宮根交番（芝3988-9） - 芝宮根パトロールステーションに変更（2017年3月頃に建物を解体し廃止）。